# Polystichum chingiae
Polystichum chingiae är en träjonväxtart som beskrevs av Ren-Chang Ching. Polystichum chingiae ingår i släktet Polystichum och familjen Dryopteridaceae. Inga underarter finns listade.